# Sophie Turner (model)

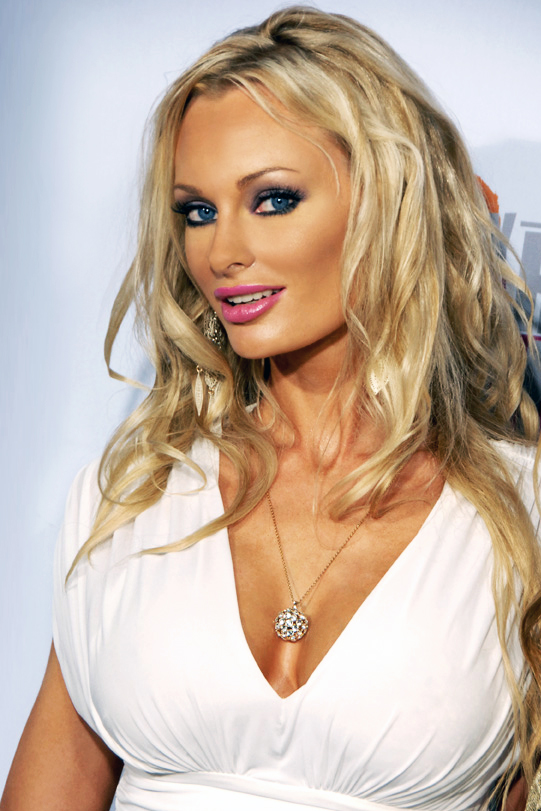
Sophie Turner in 2009

Sophie Turner (Melbourne, 30 april 1980), bijgenaamd Saucy Aussie, is een Australisch model en actrice. Ze begon haar carrière als fotomodel nadat ze meedeed aan de Australische televisieprogramma Search for a Supermodel.  Ze won de competitie en werd in het jaar 2001 door het Amerikaanse modellenbureau Ford Models getekend. Zeven jaar later rondde ze haar universitaire studie af en behaalde een bachelorgraad in de rechten. In hetzelfde jaar begon ze tevens een carrière als actrice en maakte haar debuut met de film Manhattanites. In 2010 verscheen Turner op de cover van het Amerikaanse tijdschrift Sports Illustrated. Nadien emigreerde Turner naar de Verenigde Staten en vestigde ze zich in Los Angeles.